# Boonville (Nova Iorque)
Boonville é uma cidade no condado de Oneida, Nova Iorque, Estados Unidos. A cidade fica na região nordeste do condado. A população era de 4.555 no censo de 2010. A cidade inclui uma vila, também chamada de Boonville. A cidade e a vila receberam seu nome por conta de Gerrit Boon, um agente da Holland Land Company.

## História
A vila foi fundada por volta de 1795. A cidade de Boonville foi criada em 1805, a partir da cidade de Leyden.

## Geografia
De acordo com o United States Census Bureau, a cidade tem uma área total de 188,0 km², dos quais 1,8 km² (0,95%) cobertos por água.
O limite norte da cidade é a fronteira do condado de Lewis, e o limite leste da cidade é o rio Negro.

## Demografia
De acordo com o censo de 2000, havia 4.572 pessoas, 1.781 domicílios e 1.209 famílias residindo na cidade. A densidade populacional era de 24,6 hab/km². Havia 2.138 unidades habitacionais com uma densidade média de 11,5 hab/km². A composição racial da cidade era 99,21% de brancos, 0,07% de negros ou afro-americanos, 0,15% de nativos americanos, 0,13% de asiáticos, 0,02% de ilhas do Pacífico e 0,42% de duas ou mais raças. Hispânicos ou latinos de qualquer outra raça representavam 0,17% da população.
A renda média de uma família era de US$ 36.744 e a mediana de uma família de US$ 40.845. Os homens tinham uma renda média de US$ 30.992 contra US$ 21.362 para as mulheres. A renda per capita da cidade era de US$ 16.704. Cerca de 8,2% das famílias e 11,0% da população estavam abaixo da linha da pobreza, incluindo 13,1% dos menores de 18 anos e 9,9% dos maiores de 65 anos.